# Peter Buysrogge
Peter Buysrogge, né le 15 mars 1976 à Saint-Nicolas, est un homme politique belge, membre de la Nieuw-Vlaamse Alliantie (N-VA). Il est député fédéral depuis 2014.

## Biographie
Peter Buysrogge nait le 15 mars 1976 à Saint-Nicolas. Il est échevin de cette commune.
Aux élections législatives fédérales de 2014, Peter Buysrogge est élu à la Chambre des Représentants. Il est réélu en 2019 et en 2024,.